# Labrorostratus luteus
Labrorostratus luteus är en ringmaskart som beskrevs av Uebelacker 1978. Labrorostratus luteus ingår i släktet Labrorostratus och familjen Oenonidae.
Artens utbredningsområde är Mexikanska golfen. Arten har ej påträffats i Sverige. Inga underarter finns listade i Catalogue of Life.